# لواء أنصار المرجعية
لواء أنصار المرجعية هي جماعة إسلامية شيعية من الحشد الشعبي.
في يوليو 2017، طالبت الجماعة، رئيس الوزراء حيدر العبادي للدخول في الأراضي السورية لمقاتلة داعش.
في أغسطس 2017، نقلت صحيفة سلوى نيوز تصريح حميد الياسري حيث وجه رسالة شديدة اللهجة على الإتفاق المبرم بين حزب الله اللبناني والحكومة السورية من جهة وعناصر من داعش من جهة أخرى إلى منطقة دير الزور قرب الحدود العراقية. حسب موقع كتابات في ميزان نفى حميد الياسري هذا الأمر.وقال الياسري ان على الاخوة المؤمنين ان ينقلوا التصريحات من مصادرها الخاصة وعدم تداول منشورات لاتمت لنا بصلة.
واختتم الياسري حديثه بانه تربينا منذ نعومة اظافرنا إذا وجد الكبار لانتكلم امامهم ونحن مهما كبرنا فنبقى صغارا امام المرجعية العليا. حسب المصدر.

## وصلات خارجية
- لواء أنصار المرجعية على تويتر.